# West Jersey Township
West Jersey Township est un township du comté de Stark dans l'Illinois, aux États-Unis,. En 2010, le township comptait une population de 293 habitants.

## Source de la traduction
- (en) Cet article est partiellement ou en totalité issu de l’article de Wikipédia en anglais intitulé « West Jersey Township, Stark County, Illinois » (voir la liste des auteurs).